# Hojas verdes de otoño
 Hojas verdes de otoño es una película de Argentina filmada en colores dirigida por Fabio Junco y Julio Midú sobre su propio guion que se estrenó el 11 de abril de 2019 y tuvo como actores principales a Bautista Midú, Mimí Ardu,	Marcelo Subiotto y Osvaldo Santoro.

## Producción
Desde tiempo atrás Fabio Junco y Julio Midú llevan adelante su proyecto "Cine con vecinos", que consiste en realizar películas con actores profesionales e integrar a la trama personajes interpretados por residentes del lugar donde se ubican las historias que, en este caso, es la ciudad de Saladillo, en la provincia de Buenos Aires.

## Sinopsis
Una familia en un medio rural, Dante es el niño protagonista en busca de su primer amor, una madre luchadora, un padre alcohólico, un hermano ausente y abuelos que hacen lo que pueden.

## Reparto
Intervinieron en el filme los siguientes intérpretes:
- Bautista Midú	...	Dante
- Mimí Ardu	...	Carmen
- Marcelo Subiotto	...	Luis
- Osvaldo Santoro	...	Abuelo
- Pochi Ducasse	...	Abuela
- Franco Midú	...	David
- Carola Arbós	...	Melissa
- Nélida Franco	...	Beba
- Mariano Bertolini	...	Javier
- María Paula Trucchi	...	Doctora

## Críticas
Horacio Bernades en Página 12 opinó:

Hojas verdes de otoño es una película irregular. En un par de momentos hay planos vacíos que no sugieren nada, sino el deseo de que sean llenados. Se hubiera solucionado empezando la toma unos fotogramas más adelante. Pero también hay un par de momentos muy bien resueltos con planos distantes. Sobre todo uno de ellos, una de esas escenas que con planos más cortos sería un mar de lágrimas. De a ratos, la música parece de una épica hollywoodense, estilo 55 días en Pekín. A Bautista Midú por momentos cuesta entenderlo, porque a veces se traba con las palabras. Sin embargo es una presencia infantil muy interesante, seco y de miradas duras. En líneas generales la película tiende a crecer, pasando de un comienzo con tropiezos a una segunda parte más ajustada a lo emocional, que es el terreno en el que este film de Junco & Midú se impone.”

Edurne Sarriegui en el sitio web noticine.com escribió:

”Este drama habla además de la soledad de los ancianos, la lealtad de la amistad y la maledicencia de los lugares donde todos se conocen y se sienten con derecho a juzgar. Hojas verdes de otoño resulta lenta en su discurrir y previsible en su desarrollo. Sus personajes carecen de la fuerza y el carisma para conseguir la empatía del espectador y corre con el riesgo de utilizar actores no profesionales. Pero se puede rescatar de ella la voluntad de sus creadores para integrar a todo un pueblo en un proyecto cultural.”

Adrián C. Martínez en La Nación escribió:

"Apoyados por un muy buen elenco (Mimí Ardú y Bautista Midú, entre otros), los directores Fabio Junco y Julio Midú lograron narrar, con mirada poética, una historia en la que los viejos rencores conspiran para perpetuar la violencia."